# Republic Pictures
Republic Pictures Corporation  — американская корпорация по производству и распространению кинофильмов, которая существовала с 1935 по 1967 год и базировалась в Лос-Анджелесе. Корпорация владела студией в Студио-Сити и киноранчо в Энсино. Корпорация специализировалась на вестернах, киносериалах и фильмах категории B. В фильмах «Republic Pictures» развивались карьеры таких звёзд, как Джон Уэйн, Джин Отри и Рой Роджерс. «Republic Pictures» была задействована в создании и дистрибьюции фильмов режиссера Джона Форда в течение 1940-х и начале 1950-х годов.